# Meyers Konversations-Lexikon
Meyers Konversations-Lexikon – niemiecka encyklopedia, której pierwsza część została wydana w 1839 roku. Po sześciu latach pojawiło się kolejnych 14 tomów, a po następnych sześciu wydany został ostatni - 46 tom.
Skany i tekst wydania z lat (1885-90) dostępne pod adresem http://www.retrobibliothek.de/retrobib/stoebern.html?werkid=100149